# 남자 조종법
"남자 조종법"은 한국에서 제작된 정일몽 감독의 1963년 영화이다. 김석훈 등이 주연으로 출연하였고 정병준 등이 제작에 참여하였다.

## 출연

### 주연
- 김석훈
- 이민자
- 주증녀

## 기타
- 조명: 고상배
- 미술: 홍성칠